# 河相達夫

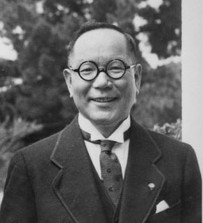
河相達夫

河相 達夫（かわい たつお、1889年（明治22年）7月26日 - 1966年（昭和41年）10月31日）は、大正から昭和期の外交官、外務次官。終戦連絡中央事務局次長やオーストラリア公使等を務めた。旧姓・永井。

## 経歴
広島県賀茂郡竹原村（現竹原市）出身。永井潜の実弟で、河相保四郎の養子となる。旧制第一高等学校を経て1915年に東京帝国大学法科大学政治学科を卒業後、北海道炭礦汽船入社。翌年退職し1918年、外交官及領事官試験に合格、外務省入省。
バンクーバー総領事代理、青島在勤外務書記官、情報一課長、関東庁官房外事課長、米国大使館一等書記官、中国公使館一等書記官、広東、上海各総領事を歴任。1937年外務省情報部長となり、同年10月の米ルーズベルト大統領のシカゴ演説（隔離演説）に反駁談話を発表、「持てる国」中国に対し「持たざる国」日本が不公平是正の戦いを挑むことの正当性を主張し注目された。情報部長時代に外務省情報部の整理、統合を行う。この他、児玉誉士夫を見出し中国に行かせた。児玉は河相を恩師であり父と子のような間柄であったと述べている。1939年、二世教育機関「敝之館」を設立。1941年1月オーストラリア公使となり1943年退官したが、1945年情報局総裁兼外務次官、終戦連絡中央事務局次長として終戦処理にたずさわる。退官後ニュージーランド協会（日豪協会）会長を務めた。

## 人物
- 池田内閣時代に池田勇人に「豪州には世界有数の鉄鉱石の山があるから、米国や英国に押さえられる前に50年分、80年分でも先に契約した方がいい。日本はその代償として、日本の土木技術を提供して、豪州の西部にダムを作り、水路を作って豪州の西部を東部と同じように沃野にしてやることだ。」と進言したが、池田は「それは製鉄会社か貿易会社の仕事で自民党内閣とは関係ないと断わった。」と池田嫌いの、かつ河相に引き立てられた児玉誉士夫が自伝に書いている[6]。
- 日本に於ける盲導犬導入の歴史は、河相が盲目の息子・洌のために、知り合いの米国軍人から譲り受けた子犬・チャンピイに塩屋賢一が調教を行ったのを始まりとする[10][11]。この逸話は2002年2月12日にNHK『プロジェクトX〜挑戦者たち〜』で「ゆけチャンピイ　奇跡の犬～日本初の盲導犬・愛の物語～」というタイトルで取り上げられ[12]、2008年9月13日には『ありがとう!チャンピイ』というタイトルでフジテレビでテレビドラマ化されている。

## 家族・親族
河相家
- 養父・保四郎[3]
- 妻・トミ（1896年 - ?、広島、河相三郎の四女）[3]
- 男・太郎（1916年 - ?）[3]
- 男・洌（国産盲導犬使用者、1927年 - 2024 ）
- 娘[3]
- 孫・周夫[13]

親戚
- 実兄・永井潜（医学者、生理学者）

## 栄典
- 1940年（昭和15年）8月15日 - 紀元二千六百年祝典記念章[14]